# Liden (commune de Sundsvall)
Pour les articles homonymes, voir Liden.
Liden est une localité de la commune de Sundsvall dans le comté de Västernorrland en Suède.
Sa population était de 301 habitants en 2019.